# Kulittalai
Kulittalai är en ort i Indien.   Den ligger i distriktet Karur och delstaten Tamil Nadu, i den södra delen av landet, 2 000 km söder om huvudstaden New Delhi. Kulittalai ligger 87 meter över havet och antalet invånare är 26 822.
Terrängen runt Kulittalai är platt. Runt Kulittalai är det tätbefolkat, med 319 invånare per kvadratkilometer. Närmaste större samhälle är Musiri, 4,0 km nordost om Kulittalai. Omgivningarna runt Kulittalai är en mosaik av jordbruksmark och naturlig växtlighet.